# عيسى بك بن إسحق
عيسى بك بن إسحق هو سياسي عثماني شغل منصب والي سنجق إسكوبية والبوسنة في الدولة العثمانية.

## حياته
هو عيسى ابن إسحاق بك، حاكم سنجق إسكوپية. بعد وفاة والده عام 1444م، تولّى إمارة سمندرية، ولكنه عاد إلى إسكوپية بعد أن تُركت سمندرية للصرب بموجب معاهدة أدرنة–سكدين عام 1444م.
أظهر إسحاق بك شجاعة كبيرة في عهد السلطان مراد الثاني في معركة فارنا 1444م، ومعركة كوسوفو الثانية 1448م. وفي عهد السلطان محمد الفاتح، شنّ غارات في مناطق صربيا والبوسنة مع شقيقه مصطفى بك. حاصر قلعة نوفو بردو وفتحها. كما أظهر شجاعة في حصار بلغراد، وعيّنه السلطان محمد الفاتح أول سنجق بك (والي) لسنجق البوسنة.

## أعماله
أنفق عيسى بك معظم دخله على الأعمال الخيرية، فأنشأ مسجد عيسى بك في إسكوپية، إضافة إلى مسجد صغير، وخان، وزاوية، ومدرسة، وقناطر مياه.
لعب دورًا مهمًا في تأسيس مدينتي نوفي بازار وسراييفو من خلال المباني التي شيدها. وبعد أن أبلغ السلطان محمد بنيّته إهداء مسجد يُعرف باسم "جاريفا" (Careva) أي مسجد الإمبراطور، ويُعرف أيضًا بمسجد هونكار، أمر ببناء قصر بجواره، وكان هذا القصر الرائع سببًا في تسمية المدينة بـ"سراي أوفا" (سرايوفا).
أنشأ عيسى بك زاوية في قرية بروداتس قرب بانتباشي، إلى جانب دار ضيافة، وحمامًا قرب مسجد هونكار، وخان كولوبارا في باشتشارشيجا، وكذلك الجسر الذي يربط الحي الأول الذي تشكل حول مسجد هونكار بمركز العمل الجديد في باشتشارشيجا. كما بنى طاحونة على نهر ميلياتسكا (Milyatska) وعددًا من الدكاكين، وخصص إيراداتها لأوقافه.

## وفاته
يُعتقد أنه توفي عام 1476م، ولا يُعرف مكان قبره على وجه التحديد، لكن يُظن أن أحد القبور الواقعة في حديقة مسجد هونكار، والتي لا تحمل نقوشًا، يعود إليه.

## مناصبه
تولى المناصب التالية:
- سنجق بك لسنجق إسكوپية.
- حاكم سمندرية.
- سنجق بك لسنجق البوسنة (العقد 1450م–1463م).
- سنجق بك لسنجق البوسنة (16 فبراير 1464م–1470م).